# الانسجام مع الطبيعة
الانسجام مع الطبيعة: يشير مصطلح "التوافق مع الطبيعة" إلى مبدأ التعايش الودي والشامل بين الإنسان والطبيعة. يُستخدم هذا المصطلح في سياقات عدة، وأبرزها فيما يتعلق بالتنمية المستدامة  وحقوق الطبيعة ، وكلاهما يهدف إلى معالجة الأزمات البيئية الناجمة عن النشاط البشري. في عام 2009، أنشأت الأمم المتحدة برنامجاً بنفس الاسم. وبعد دعم من الحكومة البوليفية، وافقت الجمعية العامة للأمم المتحدة على مزيد من القرارات حول هذا الموضوع  وقدمت الأحداث مثل قمة الأمم المتحدة للأرض عام 2012  منصة للتبادل بين مختلف أصحاب المصلحة.

## نص الاقتراح
الاقتراح الأولي للدولة المتعددة القوميات (بوليفيا) لمؤتمر الأمم المتحدة للتنمية المستدامة (ريو +20)
إن تحقيق التنمية المستدامة في القرن الحادي والعشرين يتطلب عقداً اجتماعياً وبيئياً بين البشر والأرض. عقداً يُجمع ويُبنى على التقدم المحرز في الميثاق العالمي للطبيعة (1982)  ، وإعلان ريو (1992) ، وميثاق الأرض (2000) ، ومؤتمر الشعوب العالمي الذي يُعنى بتغيير المناخ وحقوق الأرض (2010).
سيتضمن الاقتراح الافتراضات التالية:
أولاً: نحن نكسر توازن نظام الأرض
1. بعد عشرين عامًا من "إعلان ريو"، من الضروري تحديث مبدأه الأول ليقول: "الإنسان والطبيعة من صلب اهتمامات التنمية المستدامة." من الضروري تخطي هذه الرؤية البشرية المحورية. ليس فقط لدى الإنسان "الحق في حياة صحية"، بل لدى الأرض أيضًا، وهي أساس البقاء لجميع الأنواع بما في ذلك الإنسان.
2. الطبيعة ليست مجرد مجموعة من الموارد يمكن استغلالها وتعديلها وتغييرها وتخصيصها وتجارتها وتحويلها دون أي عواقب. الأرض هي المنزل الوحيد لدينا. نحن نعيش في الأرض.
3. الأرض نظام حيّ. إنها مجتمع لا يمكن فصله، مترابط ومتفاعل يتكون من الإنسان والطبيعة والغلاف الجوي والغلاف المائي والغلاف الأرضي. أي تغيير جوهري في أحد مكوناتها يمكن أن يؤثر على المناطق الأخرى وعلى النظام بأكمله. الأرض هي مصدر الحياة. إنه نظام يتناسق فيه العناصر الفيزيائية والكيميائية والبيولوجية والبيئية بطريقة تجعل الحياة ممكنة.
4. يقوم النشاط البشري على تغيير ديناميكيات ووظائف نظام الأرض إلى درجة لم يسبق لها مثيل. لقد تجاوزنا حدود نظامنا. لقد كسرنا التوازن مع طبيعة الأرض التي نعيش عليها. نحن نعيش من خلال سلسلة من الأزمات المتصاعدة التي يمكن أن تؤدي إلى انهيار النظام. فمن الضروري استعادة وتأكيد وضمان وجود ونزاهة وتفاعل وتجديد نظام الأرض ككل وكل مكوناته.

ثانياً: التنمية المستدامة في القرن الحادي والعشرين
1. في هذا القرن، تتمثل التحديات المركزية للتنمية المستدامة في التغلب على الفقر، وإعادة تحقيق التوازن داخل نظام الأرض. كلا الهدفين مرتبطين بشكل جوهري، ولا يمكن تحقيق أحدهما دون الآخر.
2. من الضروري الاعتراف والتأكيد على أن النمو له حدود. إن السعي لتحقيق تنمية لا تنتهي على كوكب محدود أمر غير مستدام ومستحيل. الحد للتنمية يحدده القدرة الإنعاشية لدورات الحياة الأساسية للأرض. عندما يبدأ النمو في كسر هذا التوازن، كما نرى مع الاحتباس الحراري، لم نعد نستطيع التحدث عنه باعتباره تنمية، بل باعتباره تدهوراً وتدميراً لوطننا. هناك حاجة إلى مستوى معين من النمو والصناعة لتلبية الاحتياجات الأساسية وضمان حقوق الإنسان للسكان، لكن هذا المستوى من "التنمية الضرورية" لا يتعلق بالنمو الدائم، بل بالتوازن بين البشر والطبيعة.
3. تسعى التنمية المستدامة إلى القضاء على الفقر من أجل العيش الكريم، وليس لإنتاج أشخاص أثرياء يعيشون على حساب الفقراء. الهدف هو إشباع الاحتياجات الأساسية للإنسان من أجل السماح بتطوير القدرات البشرية وسعادة الإنسان، وتعزيز المجتمع بين البشر و الأرض. في عالم يسيطر فيه 1% من السكان على 50% من ثروة الكوكب، لن يكون فيه من الممكن القضاء على الفقر أو استعادة الانسجام مع الطبيعة.
4. لإنهاء الفقر وتحقيق توزيع عادل للرفاهية، يجب أن تكون الموارد الأساسية والشركات في يد القطاع العام والمجتمع. فقط المجتمع الذي يسيطر على مصادر دخله الرئيسية يمكن أن يطمح إلى توزيع عادل للفوائد اللازمة للقضاء على الفقر.
5. يجب على البلدان النامية اتباع نماذج جديدة مختلفة عن تلك المستخدمة من قبل البلدان المتقدمة من أجل الاهتمام بالاحتياجات الأساسية لسكانها واستعادة الانسجام مع الطبيعة. ليس من الممكن أن تتبع جميع البلدان مثال البلدان المتقدمة دون أن تتسبب في انهيار النظام الأرضي.
6. لا يمكن للتنمية المستدامة أن تتحقق إلا على المستوى الوطني. إن رفاهية أي بلد لا تكون مستدامة إلا إذا ساهمت في رفاهية النظام بأكمله. لا يمكن تحقيق ركيزة التنمية المستدامة إلا من منظور عالمي. ولا تزال ما تسمى بالدول المتقدمة بعيدة عن تحقيق التنمية المستدامة.

ثالثا. الأدوات للتنمية المستدامة:
1. في نظام مترابط ومتصل مثل نظام الأرض، لا يمكننا الاعتراف بحقوق الإنسان دون أن يؤثر ذلك على بقية النظام. لإعادة تحقيق التوازن مع الطبيعة، يجب علينا الاعتراف بقيمتها الجوهرية وتحديد بوضوح التزامات الإنسان تجاه الطبيعة، وكذلك الاعتراف بأن الطبيعة لديها حقوق يجب احترامها وتعزيزها والدفاع عنها. تمتلك الأرض، تمامًا كما يمتلك الإنسان، الحق في الوجود، والحق في الحفاظ على دوراتها الحيوية، والحق في التجديد، والحق في أن تكون خالية من التعديل الهيكلي، والحق في التفاعل مع أجزاء أخرى من نظام الأرض. من دون احترام وضمان حقوق الطبيعة، لا يمكن ضمان حقوق الإنسان وتحقيق التنمية المستدامة.
2. يجب علينا إنهاء نظام الاستهلاك والهدر والترف. ملايين الأشخاص يموتون جوعًا في أفقر مناطق العالم، بينما يتم إنفاق ملايين الدولارات في أغنى المناطق لمكافحة البدانة. يجب تغيير الأنماط غير المستدامة للاستهلاك والإنتاج والهدر من خلال السياسات العامة والتشريعات والمشاركة الواعية والفعالة للمجتمع. يتضمن ذلك تعزيز الأخلاق التي تقدر الإنسان لما هم عليه، لا لما لديه.
3. لضمان حقوق الإنسان في الحصول على المياه والتعليم والصحة والاتصالات والنقل والطاقة والصرف الصحي، خاصة في القطاعات الفقيرة والمهمشة للغاية، يجب أن يكون توفير هذه الخدمات عاماً في الأساس وأن يستند إلى إدارة اجتماعية فعالة، وليس للقطاع الخاص.
4. يجب على الدول أن تضمن حق شعوبها في التغذية السليمة من خلال تعزيز سياسات السيادة الغذائية التي تشجع على: أ) إنتاج الغذاء من قبل المزارعين والشعوب الأصلية وصغار المنتجين الزراعيين؛ ب) الوصول إلى الأراضي والمياه والبذور والائتمان والموارد الأخرى للمنتجين الأسريين والمجتمعيين؛ ج) تطوير المشاريع الاجتماعية والعامة لإنتاج الغذاء وتوزيعه وبيعه والتي تمنع التكدس وتساهم في استقرار أسعار الغذاء في الأسواق المحلية، وبالتالي وقف ممارسات المضاربة وتدمير الإنتاج المحلي؛ د) حق المواطنين في تحديد السلع التي يرغبون في استهلاكها، ومصادر تلك السلع وكيفية إنتاجها؛ ه) استهلاك ما هو ضروري وتحديد أولوية الإنتاج المحلي؛ و) الممارسات التي تساهم في إعادة تحقيق الانسجام مع الطبيعة، وتجنب تزايد التصحر وإزالة الغابات وتدمير التنوع البيولوجي؛ ز) تشجيع استخدام البذور المحلية والمعارف التقليدية. ويجب تنظيم إنتاج الأغذية وتسويقها اجتماعيا ولا يمكن تركها لقوى السوق الحرة.
5. بدون ماء، لا يوجد حياة. للبشر وجميع المخلوقات الحية حق في الماء، ولكن الماء أيضًا له حقوق. يجب على جميع الدول والشعوب في جميع أنحاء العالم العمل معًا بالتضامن لضمان عدم استمرار فقدان النباتات، والتصحر، وتلوث الغلاف الجوي والتلوث الذي يؤثر على دورة المياه. تسبب هذه العوامل في التصحر، ونقص الغذاء، وارتفاع درجة الحرارة، وارتفاع مستوى سطح البحر، والهجرة، والأمطار الحمضية، والتغييرات الفيزيائية والكيميائية التي يمكن أن تؤدي إلى موت النظم البيئية.
6. تعتبر الغابات ضرورية لتحقيق التوازن والسلامة على كوكب الأرض وعنصرا رئيسيا في سير الأنظمة البيئية والنظام الأوسع الذي نحن جزءٌ منه بالشكل الصحيح. بالتالي لا يمكننا اعتبارها مجرد مزود للسلع والخدمات للإنسان. يتطلب حماية وصيانة واستعادة الغابات إعادة تأسيس توازن نظام الأرض، فالغابات ليست مزارع يمكن تقليص قدرتها على احتجاز الكربون وتوفير الخدمات البيئية. الحفاظ على الغابات الأصلية والأراضي الحرجية ضروري لدورة المياه، والغلاف الجوي، والتنوع البيولوجي، ومنع الفيضانات، والحفاظ على الأنظمة البيئية. الغابات هي أيضًا موطن للشعوب الأصلية والمجتمعات. يجب علينا متابعة حماية الغابات من خلال خطط إداربة شاملة ومشاركة تمويلها من خلال التمويل العام من الدول المتقدمة.
7. من الضروري ضمان تخفيض حقيقي وفعال لانبعاثات الغازات الدفيئة، خاصة من جانب الدول المتقدمة المسؤولة تاريخياً عن تغير المناخ، من أجل تثبيت ارتفاع درجة الحرارة إلى درجة واحدة مئوية خلال هذا القرن. لذلك يتعين علينا تعزيز بروتوكول كيوتو، لا استبداله باتفاقية تطوعية مرنة تسمح لكل دولة بفعل ما تريده. من الضروري القضاء على آليات سوق الكربون والتعويضات بحيث تُجرى تخفيضات داخلية حقيقية داخل الدول التي تتحمل الاتزامات المذكورة المذكورة.
8. جميع أشكال العنف ضد المرأة غير متوافقة مع التنمية المستدامة، بما في ذلك العنف ضد المرأة في المناطق التي يحتلها الجيش والعنف المنزلي أو الجنسي الذي يعامل المرأة كسلعة.
9. من أجل أن تكون التنمية المستدامة ممكنة، من الضروري ضمان تطبيق كامل لإعلان الأمم المتحدة عن حقوق الشعوب الأصلية.
10. في إطار المسؤوليات المشتركة والمتفاوتة المحددة في إعلان ريو 1992، يجب على البلدان المعروفة باسم البلدان المتقدمة أن تتحمل وتدفع ديونها البيئية التاريخية لأنها ساهمت بشكل كبير في تدهور نظام الأرض. ويتألف سداد هذا الدين البيئي المستحق على البلدان النامية والقطاعات الأكثر تأثراً بتحويل الموارد المالية من المصادر العامة وكذلك النقل الفعال للتكنولوجيات المناسبة التي تحتاجها البلدان النامية.
11. يجب استخدام الموارد التي تخصصها البلدان المتقدمة لدفاعها وأمنها وميزانيات الحرب للتعامل مع آثار تغير المناخ والتوازن مع الطبيعة. من غير المبرر استخدام 1.5 تريليون دولار من التمويل العام على هذه الميزانيات، في حين أنه للتعامل مع آثار تغير المناخ في البلدان النامية يخصصون 100 مليار دولار فقط من المصادر العامة والخاصة ومصادر السوق بحلول عام 2020.
12. لمواجهة التحديات التي تواجه التنمية المستدامة في ما يسمى البلدان النامية، يجب إنشاء ضريبة على المعاملات المالية للمساعدة في بناء صندوق للتنمية المستدامة تديره البلدان النامية نفسها.
13. تتطلب التنمية المستدامة إنشاء هيكل مالي دولي جديد يحل محل البنك الدولي وصندوق النقد الدولي بكيانات ديمقراطية وشفافة، تمتنع عن فرض شروط أو تعديلات هيكلية، وتتحكم فيها البلدان النامية،وتستند إلى مبادئ التضامن والتكامل بدلاً من التجارة والتأهيل.
14. من الضروري تعزيز تبادل المعرفة العلمية والتقنية وإزالة حواجز الملكية الفكرية للسماح بنقل حقيقي للتكنولوجيات الصديقة للبيئة من البلدان المتقدمة إلى البلدان النامية. وينبغي إنشاء آلية فعالة لنقل التكنولوجيا على أساس الحاجة إلى تكنولوجيات مناسبة اجتماعيا وثقافيا وبيئيا في بلدان الجنوب. ولا ينبغي لهذه الآلية أن تكون واجهة لبيع التكنولوجيات من قبل الدول الغنية.
15. تشكل حقوق الملكية الفكرية على الجينات والكائنات الحية الدقيقة وغيرها من أشكال الحياة تهديدا للسيادة الغذائية والتنوع البيولوجي وإمكانية الحصول على الدواء وغير ذلك من العناصر الأساسية لبقاء السكان ذوي الدخل المنخفض. وينبغي إلغاء جميع أشكال الملكية الفكرية على مدى الحياة.
16. الناتج المحلي الإجمالي ليس وسيلة كافية لقياس تطور ورفاهية المجتمع. ولذلك فمن الضروري إنشاء مؤشرات لقياس الدمار البيئي الناجم عن بعض الأنشطة الاقتصادية من أجل التقدم نحو التنمية المستدامة المنسجمة مع الطبيعة، ودمج الجوانب الاجتماعية والبيئية التي لا تهدف إلى تسويق الطبيعة ووظائفها.
17. إن احترام سيادة الدول أمر أساسي في إدارة وحماية الطبيعة في إطار التعاون بين الدول.
18. لا يوجد حلاً واحدًا لجميع الشعوب فالبشر متنوعون. فلكل شعب ثقافاته وهوياته الفريدة. إن تدمر الثقافة هو تهديدٌ لهوية شعب بأكمله. تحاول الرأسمالية توحيدنا جميعًا لتحويلنا إلى مستهلكين. لم ولن يكون هناك نموذجاً واحداً للحياة بإمكانه أن ينقذ العالم. نعيش ونتصرف في عالم تنوعي، ويجب للعالم أن يحترم التنوع، الذي هو في حد ذاته مرادف للحياة. إن احترام التكامل بين الثقافات والاقتصاديات المتنوعة، دون استغلال أو تمييز ضد أي منها، أمر أساسي لإنقاذ الكوكب والإنسانية والحياة.
19. السلام أساسي للتنمية المستدامة. لا يوجد عدوان أسوأ ضد الإنسانية وكوكب الأرض من الحرب والعنف. تدمر الحرب الحياة. لا يأمن أحد ولا شيء من الحرب. الذين يقاتلون يعانون، كما يعاني الذين يجبرون على الاستغناء عن الخبز لإطعام الحرب. تهدر الحروب الحياة والموارد الطبيعية
20. السلام ضروري للتنمية المستدامة. ليس هناك عدوان أسوأ على الإنسانية والأرض من الحرب والعنف، فالحرب تدمر الحياة ولا أحد في مأمن منها. إن المقاتلين والذين يضطرون إلى العيش بدون خبز من أجل الطعام يعانون في الحرب، فهي تبدد الحياة والموارد الطبيعية.
21. يجب إنشاء محكمة دولية للعدالة البيئية والمناخية للحكم ومعاقبة الجرائم ضد الطبيعة التي تتجاوز الحدود المعقولة، وتنتهك حقوق الطبيعة وتؤثر على البشرية.
22. إن المشاكل التي تؤثر على الإنسانية والطبيعة هي مشاكل عالمية بطبيعتها، وتتطلب معالجتها ممارسة الديمقراطية العالمية من خلال تطوير آليات التشاور وصنع القرار مثل الاستفتاءات العامة أو المشاورات الشعبية حتى يتمكن مواطنو العالم بأسره من التحدث.
23. إن التنمية المستدامة لا تتوافق مع جميع أشكال الإمبريالية والاستعمار الجديد، ومن الضروري إنهاء فرض الشروط والتدخلات العسكرية والانقلابات ومختلف أشكال الابتزاز من أجل وقف كليهما.
24. إن الاستجابة العالمية الجماعية اللازمة لمواجهة الأزمة التي نواجهها تتطلب إجراء تغييرات هيكلية. يجب تغيير النظام، وليس تغيير المناخ أو نظام الأرض. في أيدي الرأسمالية، يُحول كل شيء إلى سلعة: الماء، وجينومات الأرض، وثقافات الأجداد، والعدالة، والأخلاق، والحياة.. فمن الضروري تطوير نظام تعددي يقوم على ثقافة الحياة الصحية بين الإنسان والطبيعة؛ نظام يعزز التنمية المستدامة في إطار التضامن والتكامل والإنصاف والعدالة الاجتماعية والاقتصادية والمشاركة الاجتماعية واحترام التنوع.

رابعا: حلول خطيرة وكاذبة:
1. "ليس كل ما يلمع ذهبا"، ليس كل ما يحمل علامة "أخضر" يعتبر صديقًا للبيئة. فيتعين علينا أن نحترز وأن نحلل بشكل عميق مختلف البدائل "الخضراء" المطروحة قبل الشروع في تجربتها وتنفيذها.
2. ولا يمكن أن تخضع الطبيعة للتلاعب بالتكنولوجيات الجديدة دون عواقب في المستقبل. ويبين لنا التاريخ أن العديد من التكنولوجيات الخطيرة التي أطلقت في الأسواق قبل معرفة آثارها البيئية أو الصحية، أو قبل فهم آثارها الاجتماعية والاقتصادية على الفقراء والبلدان النامية. وهذا هو الحال حاليًا مع الكائنات المعدلة وراثيًا، والكيماويات الزراعية، والوقود الحيوي، وتكنولوجيا النانو، والبيولوجيا التركيبية. فينبغي علينا تجنب كل هذه التقنيات.
3. ينبغي حظر الهندسة الجيولوجية وجميع أشكال التلاعب الاصطناعي بالمناخ، لأنها تنطوي على مخاطر هائلة تتمثل في زيادة زعزعة استقرار المناخ والتنوع البيولوجي والطبيعة.
4. من الضروري إنشاء آليات عامة ومتعددة الأطراف داخل الأمم المتحدة لإجراء تقييم مستقل ودون تضارب في المصالح للآثار البيئية والصحية والاجتماعية والاقتصادية المحتملة للتكنولوجيات الجديدة قبل انتشارها. ويجب أن تتضمن هذه الآلية الشفافية والمشاركة الاجتماعية من جانب الفئات التي يحتمل أن تتأثر.
5. لقد عرّضت الأزمة البيئية والمناخية الحالية كل أشكال الحياة على كوكب الأرض للخطر، وبالتالي فهي تتطلب حلولاً عميقة تستند إلى الأسباب الحقيقية لأزمة المناخ. ولا يمكن اختزاله في مجرد فشل السوق، فهي وجهة نظر اختزالية وضيقة.
6. الحل ليس في وضع ثمن على الطبيعة، فهي ليست شكلاً من أشكال رأس المال. ولا ينبغي للاقتصاد الأخضر أن يشوه المبادئ الأساسية للتنمية المستدامة. فمن الخطأ أن نقول إننا لا نقدر إلا ما له ثمن، ويجلب الأرباح. لقد أثبتت آليات السوق التي تسمح بالتبادل بين البشر والأمم عدم قدرتها على المساهمة في التوزيع العادل للثروة. إن استخدام النهج القائم على مبادئ السوق والاستيلاء الخاص في محاولة حل مشكلة التفاوت بين الناس ــ وهي في حد ذاتها نتاج للرأسمالية ــ أشبه بمحاولة إطفاء حريق بالبنزين.
7. من الخطأ تجزئة الطبيعة إلى "خدمات بيئية" ذات قيمة نقدية للتبادل في السوق. فمن الخطأ أن نضع ثمناً لقدرة الغابات على العمل كممتصات للكربون، والأسوأ من ذلك أن نشجع تسويقها كما يفعل خفض الانبعاثات الناجمة عن إزالة الغابات وتدهورها. سوف يؤدي سوق أرصدة الكربون المستندة إلى الغابات إلى: أ) عدم الامتثال للالتزامات الفعالة لخفض الانبعاثات من جانب البلدان المتقدمة؛ ب) يتم تخصيص الجزء الأكبر من الموارد من قبل الوسطاء والكيانات المالية ونادراً ما تفيد البلدان والشعوب الأصلية والغابات نفسها؛ ج) توليد فقاعات المضاربة على أساس بيع وشراء الشهادات المذكورة. (د) إنشاء حقوق ملكية جديدة على قدرة الغابات على احتجاز ثاني أكسيد الكربون، الأمر الذي سيتعارض مع الحقوق السيادية للدول والشعوب الأصلية التي تعيش في الغابات. إن تعزيز آليات السوق القائمة على الاحتياجات الاقتصادية للبلدان النامية هو شكل جديد من أشكال الاستعمار الجديد.
8. ستؤدي الرأسمالية "الخضراء" إلى الاستيلاء على الموارد الطبيعية، مما يؤدي إلى إزاحة البشرية والطبيعة عن العناصر الأساسية اللازمة لبقائها. إن الدافع نحو الربح، بدلاً من إعادة ترسيخ الانسجام داخل النظام، سوف يؤدي إلى المزيد من الاختلالات، وتركيز الثروة، وعمليات المضاربة.

خامساً: الحكومة العالمية والمشاركة الاجتماعية:
1. من الضروري إنشاء منظمة تابعة للأمم المتحدة لتعزيز التنمية المستدامة المنسجمة مع الطبيعة. وينبغي لهذه المنظمة أن تعمل على توضيح وتوحيد السلطات المختلفة المعنية لتجنب تداخل الجهود وتحقيق التنسيق الفعال. وينبغي للبلدان النامية أن تحظى بتمثيل الأغلبية في المنظمة المذكورة، ويجب أن يكون عملها ديمقراطيا وشفافا وخاضعا للمساءلة.
2. وينبغي لهذه المنظمة أن توضح جميع الاتفاقيات المتعلقة بالطبيعة دون أن تترك القضايا المركزية للأمم المتحدة، مثل المياه.
3. المشاركة الاجتماعية ضرورية في هذه المنظمة الجديدة. وينبغي تمثيل العمال والنساء والمزارعين والشعوب الأصلية والشباب والعلماء وجميع قطاعات المجتمع. ومن غير الممكن أن يتمتع القطاع الخاص بنفس القدر من النفوذ الذي تتمتع به القطاعات الاجتماعية، لأن هدفه بحكم التعريف هو تحقيق الربح وليس الرفاهة الاجتماعية. ويلزم وجود آليات فعالة للتفاعل بين جميع الجهات الاجتماعية الفاعلة.[17]